# Prepiella convergens
Prepiella convergens är en fjärilsart som beskrevs av William Schaus 1905. Prepiella convergens ingår i släktet Prepiella och familjen björnspinnare. Inga underarter finns listade.